# Ецталь

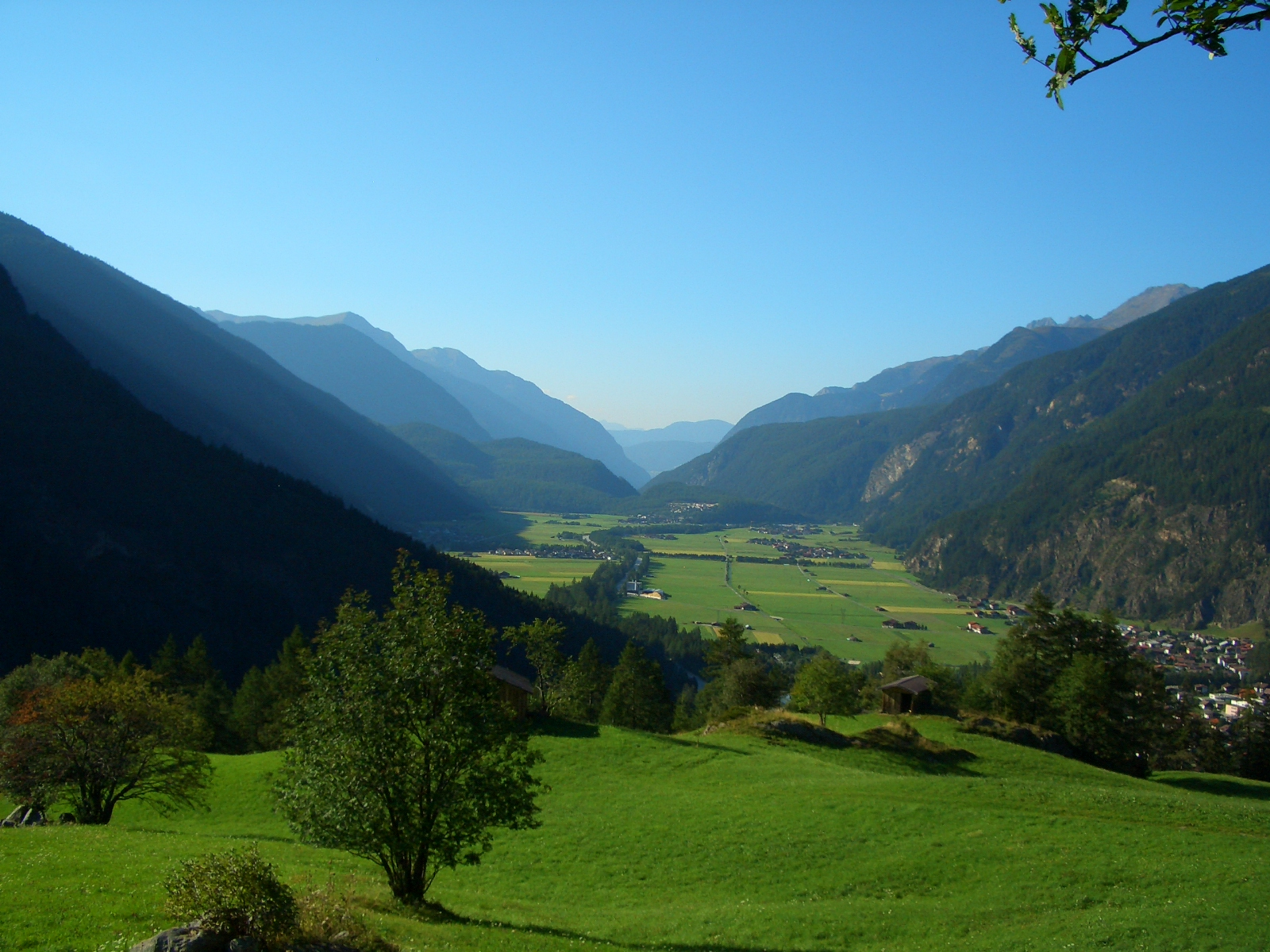
Літній пейзаж долини Ецталь.

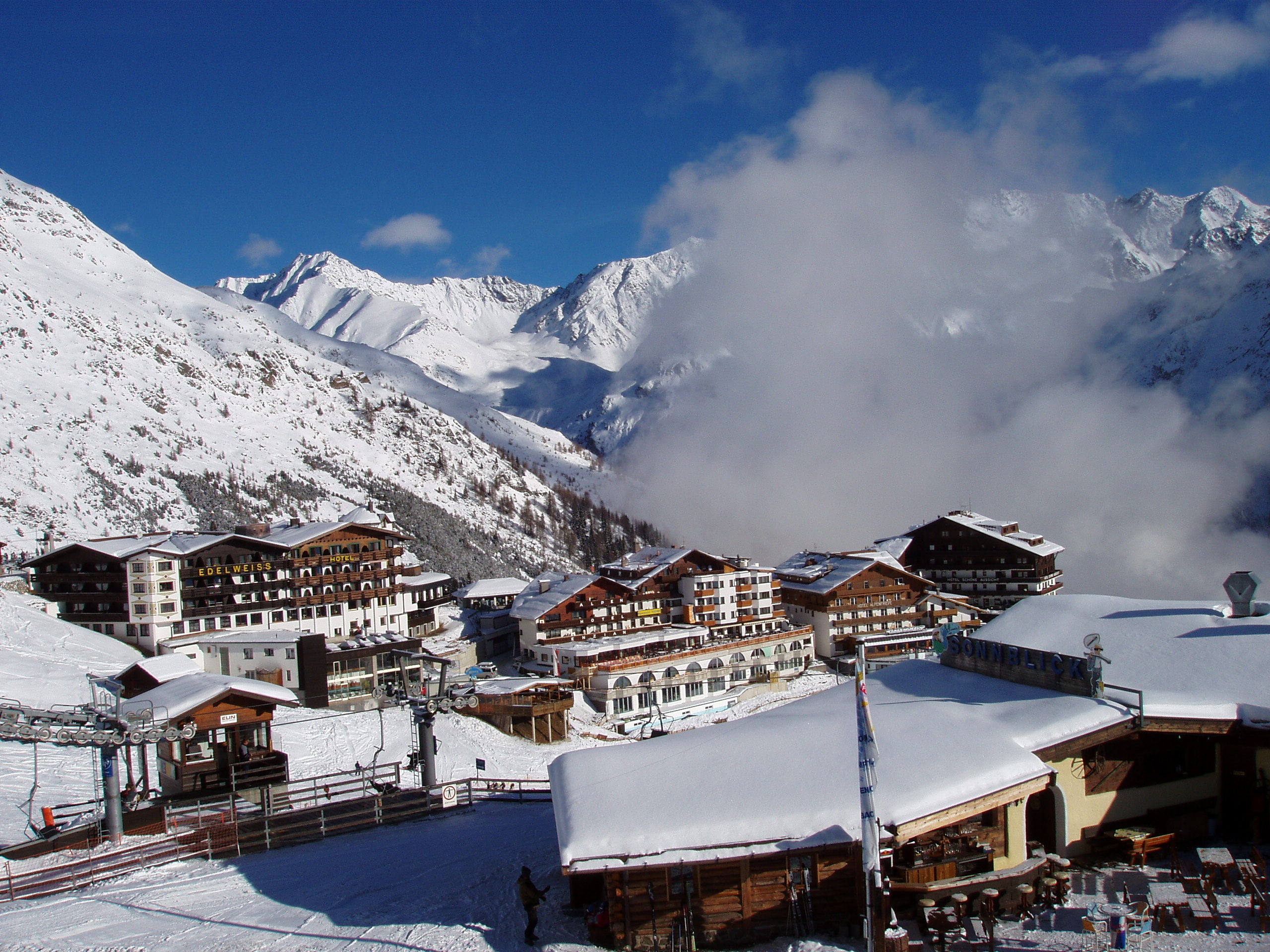
Село і курортний комплекс Хохзельден взимку

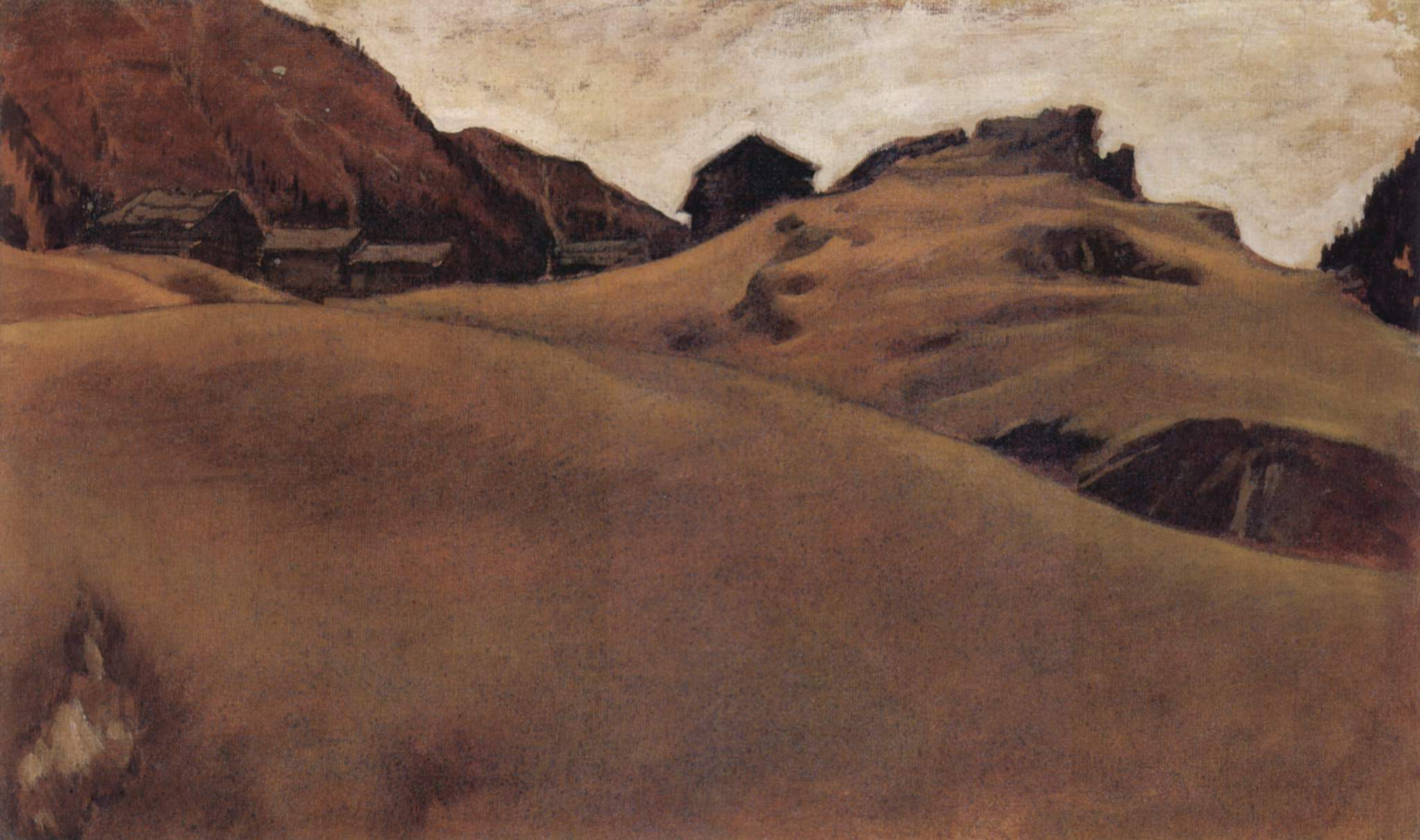
Пейзаж у Ецталь, картина Альбіна Еггера-Ліенца (1911).

Долина Ецталь (нім. Ötztal) — 65-ти кілометрова долина в австрійському Тіролі. Це найбільша долина в Східних Альпах. Долину оточують близько 250 піків висотою понад 3000 м, з них 6 - вище 3400 м. З півдня на північ через долину протікає річка Ецталер-Ахе (нім. Ötztaler Ache), яка на північному краю долини впадає в річку Інн. З півдня долину обрамляють Ецтальські Альпи, які проходять по кордону з Італією. Назва долини походить від містечка Ец.
Історія туризму в долині Ецталь налічує понад 120 років. В першу чергу за рахунок того що ідеальний сніг у долині випадає вже в листопаді і лежить до квітня. При цьому катання в районах льодовиків доступне навіть влітку. В регіон входять гірськолижні курорти: Заутенс, Ец, Умхаузен, Ленгенфельд, Гріс-ім-Зульцталь (в межах Ленгенфельда), Зельден (1377 м), Хохзельден (2050 м), Фент (1900 м), Обергургль, Хохгургль (2150 м). Туризм є основою економіки долини.
У 1991 році в льодовику Сімілаун, над долиною, туристами була знайдена добре збережена мумія чоловіка, що жив приблизно 3300 років до н.е., яку прозвали Етці на честь долини.
Церква Св. Яна Непомука, побудована в 1726 році в селі Обергургль вважається найвисокогірнішим приходом в Австрії.
Гірський перевал Тіммельсйох (нім. Timmelsjoch) або Пассо-дель-Ромбо (італ. Passo del Rombo) з'єднує долину Ецталь з долинами Пассірія (італ. Val Passiria) і Мерано в італійській провінції Больцано. Це найвищий перевал в східних Альпах - 2509 м. Дорога відкрита з червня по жовтень.

## Цікаві місця
- Водяний млин, якому понад 150 років, повністю відреставрований в 1990 році. Зараз в ньому розташований музей. Можна придбати невеликий пакетик борошна свіжого помелу.
- Монумент, присвячений Огюсту Пікару. Встановлений в 1989 році в пам'ять приземлення стратостата Пікара на льодовик Гургль 27 травня 1931 року.
- Заповідний високогірний реліктовий сосновий ліс Цірбенвальд (нім. Zirbenwald), займає 20 га на висоті від 1950 до 2180 м. У 1963 році його оголошено національним природним пам'ятником.